# 川野京輔
川野 京輔（かわの きょうすけ、1931年8月29日 - ）は、広島県生まれの日本の作家、作詞家。作詞時の筆名は杉野 まもる。本名は上野 友夫。日本推理作家協会名誉会員。中央大学法学部法科卒業。
推理小説、歴史小説、評論、ノンフィクション、エッセイなど幅広く執筆。

## 経歴
中央大学在学中の1953年から『千一夜』『風俗草紙』などの性風俗雑誌、『宝石』『探偵倶楽部』『探偵実話』などの探偵小説誌に短編の投稿を始め、同年末には『別冊宝石』の懸賞に本名で応募した「復讐」が入選し、「宝石新人二十五人集」として作家デビュー。1955年「消えた街」で第9回宝石賞佳作。
1954年にNHKに入局し、NHK広島中央放送局放送部、NHK松江放送局放送部を経て、1960年より東京芸能局ラジオ文芸部に転属となり、ラジオドラマの演出などを担当。1991年にNHKを定年退職。
その後はフリーの脚本家、演出家として、NHKラジオ第一放送のラジオドラマ「日曜名作座」を担当。

## 作品

### 小説・エッセイ等
- 『妖美館の招待状』（品川書房　怪奇スリラー・シリーズ）　1956年
- 『犬神の村』（放送文芸社　パールブックNo.1）　1958年
- 『たそがれの肉体 - 妖美幻想作品集』（あまとりあ社）　1959年
- 『消えた町』（東洋文芸社）　1959年
- 『あなたの身近にあるタレントへの道』 (林書店) 1967年
- 『現代の不安 - 人間蒸発』 (山王書房) 1968年
- 『マイカー自衛術』（ノーベル書房）1969年
- 『原田甲斐 - 伊達騒動を推理する』（新人物往来社）1970年
- 『尋問・拷問・処刑　戦犯の悲劇の記録』（秋田書店）1970年
- 『天下御免の男　平賀源内　波乱の生涯』（日本文華社）1971年
- 『平将門・純友風雲録 炎の時代を生きた野望の系譜』（波書房）1975年
- 『元禄非情物語 - 柳沢側近政治の光と影』（波書房）1975年
- 『11月5日大村益次郎暗殺さる(証言=明治維新)』（ビッグフォー出版）1977年
- 『音の世界オーディオ学入門』毎日新聞社、1977年12月30日。NDLJP:12275007。（上野友夫 名義）
- 『推理SFドラマの六〇年 : ラジオ・テレビディレクターの現場から』六興出版、1986年2月1日。NDLJP:12276675。（上野友夫 名義）
  - 『推理SFドラマの六〇年』（論創社） 2019年　ISBN 978-4846017644
- 『コールサイン殺人事件』（広済堂　ブルーブックス）1994年 ISBN 978-4331056011
- 『王朝哀歌 - 太平記幻想』（近代文藝社）1996年 ISBN 978-4773349542
- 『猿神の呪い』（新風舎）2003年 ISBN 978-4797425864
- 『川野京輔探偵小説選I』 (論創ミステリ叢書)論創社　2018年　ISBN 978-4846017378
- 『川野京輔探偵小説選Ⅱ』　(論創ミステリ叢書)論創社　2018年 ISBN 978-4846017385

#### 共著
- 『モデルガンの楽しみ』郡正史共著 (林書店) 1968年
- 『謎の二本誕生 ～古代史への挑戦～ 推理史話会』:和歌森太郎、中島河太郎、川村正夫、豊田有恒と共著（新人物往来社）1969年
- 『飛鳥の謎 - 貴人のロマンが蘇る高松塚古墳』麦野広志共著（立教院）ISBN 978-4192285001

### 映画原作
- 「サラリーマン物語 新入社員第一課」（日活、監督：井田探）　1962年
- 「サラリーマン物語 大器晩成」（日活、監督：春原政久）　1963年
- 「アカシアの雨がやむとき」（日活、監督：吉村廉）　1963年
- 「機動捜査班 静かなる暴力」（日活、監督：小杉勇）　1963年

### 作詞
杉野まもる名義
- 『さいはての慕情』（西田佐知子）作詞：杉野まもる、作曲：水時富二雄
- 『未練の夜汽車』（西田佐知子）作詞：杉野まもる、作曲：水時富二雄
- 『小さな二人の幸せを』（倍賞千恵子）作詞：杉野まもる、作曲：桜田誠一
- 『逃亡列車のテーマ』（石原裕次郎）作詞：杉野まもる、作曲：山本直純
- 『番外野郎』（石原裕次郎）作詞：杉野まもる、作曲：山本直純
- 『花と怒涛』（小林旭）作詞：杉野まもる、作曲：古賀政男
- 『逢いたいぜ』（ジェリー藤尾）作詞：杉野まもる、作曲：伊達政男
- 『黄金仮面』（GAL）作詞：杉野まもる、作曲：京田誠一
- 『悪魔のように』（GAL）作詞: 杉野まもる、作曲：京田誠一
- 『冬薔薇』（麻上洋子）作詞：杉野まもる、作曲：桜田誠一
- 『ミサイルマン・マミーの唄』（吉田亜矢）作詞：杉野まもる、作曲：西山真彦
- 『ホップ畑の白い道』（仲宗根美樹）作詞：杉野まもる、作曲：西山真彦
- 『源平出世マーチ』（春日八郎）作詞：杉野まもる、作曲：西山真彦
- 『ミステリアス・ユー』（冨永みーな）作詞：杉野まもる、作曲：桜田誠一
- 『道化師』（江高マモル）作詞：杉野まもる、作曲：桜田誠一